# Trận Mykolaiv
Trận Mykolaiv là một cuộc giao tranh quân sự diễn ra trong đêm ngày 27 tháng 2 năm 2022 như một phần của cuộc tấn công Kherson trong 2022 Nga xâm lược Ukraina.

## Chiến dịch
Trong các giờ chiều ngày 26 tháng 2 năm 2022, 12 xe tăng Nga đã đột phá vào Kakhovka trên Dnieper và bắt đầu tiến về Mykolaiv.Vitaly Kim, thống đốc của Mykolaiv Oblast, tuyên bố rằng thành phố có 5 giờ để chuẩn bị. Artillery and other arms had also been prepared.
Khoảng 18:52, xe tăng đã ở ngoại ô thành phố và thị trưởng ra lệnh cho công dân ở nhà và càng xa cửa sổ càng tốt. Ngay sau đó, quân đội tiến vào thành phố và một trận chiến trên Southern Bug nổ ra khoảng 10 phút sau đó. Theo một số báo cáo, xe tăng Nga "đã đi xuyên qua thành phố". Các lực lượng Nga cũng đã tiếp quản Vườn thú Mykolaiv. Sau khoảng ba giờ giao tranh, các lực lượng Nga đã bị lực lượng Ukraine đánh đuổi và trong khi một số xe tăng Nga được cho là đã vòng qua thành phố, giao tranh vẫn tiếp tục. Giao tranh trên diện rộng đã được ghi lại trong Korabel'nyy Raion, trên Phố Slobidska số 6 và trên Đại lộ Trung tâm.
Đến sáng sớm ngày 27 tháng 2, các quan chức Ukraine tuyên bố rằng các lực lượng Nga đã hoàn toàn bị đánh đuổi khỏi thành phố, khi Kim đăng trên Telegram, "Mykolaiv là của chúng tôi! Vinh quang cho Ukraine!" (Миколаїв наш! Слава України[!]). Một số binh sĩ Nga đã bị bắt. Thành phố đã bị hư hại nghiêm trọng.